# Ostredok (Západní Tatry, 2050 m)
Ostredok (též Prostredná Magura, polsky Pośrednia Magura či Wyżnie Otargańce, 2050 m n. m.) je hora v Západních Tatrách na Slovensku. Nachází se v hřebeni Otrhance, který vybíhá jižním směrem z Hrubého vrchu (2137 m). Leží mezi Vyšnou Magurou (2095 m) na severu a Nižnou Magurou (1920 m) na jihu. Vyšná Magura je oddělena Rysím sedlem (2030 m). Západní svahy hory spadají do Jamnícké doliny, východní do Račkové doliny. Ostredok je budován převážně granodioritem. Směrem k Vyšné Maguře je hřeben rozťat podélným příkopem. Na úbočích hory se vyskytuje kamzík.

## Přístup
- po zelené  turistické značce z vrcholu Hrubý vrch nebo z rozcestí Nižná lúka

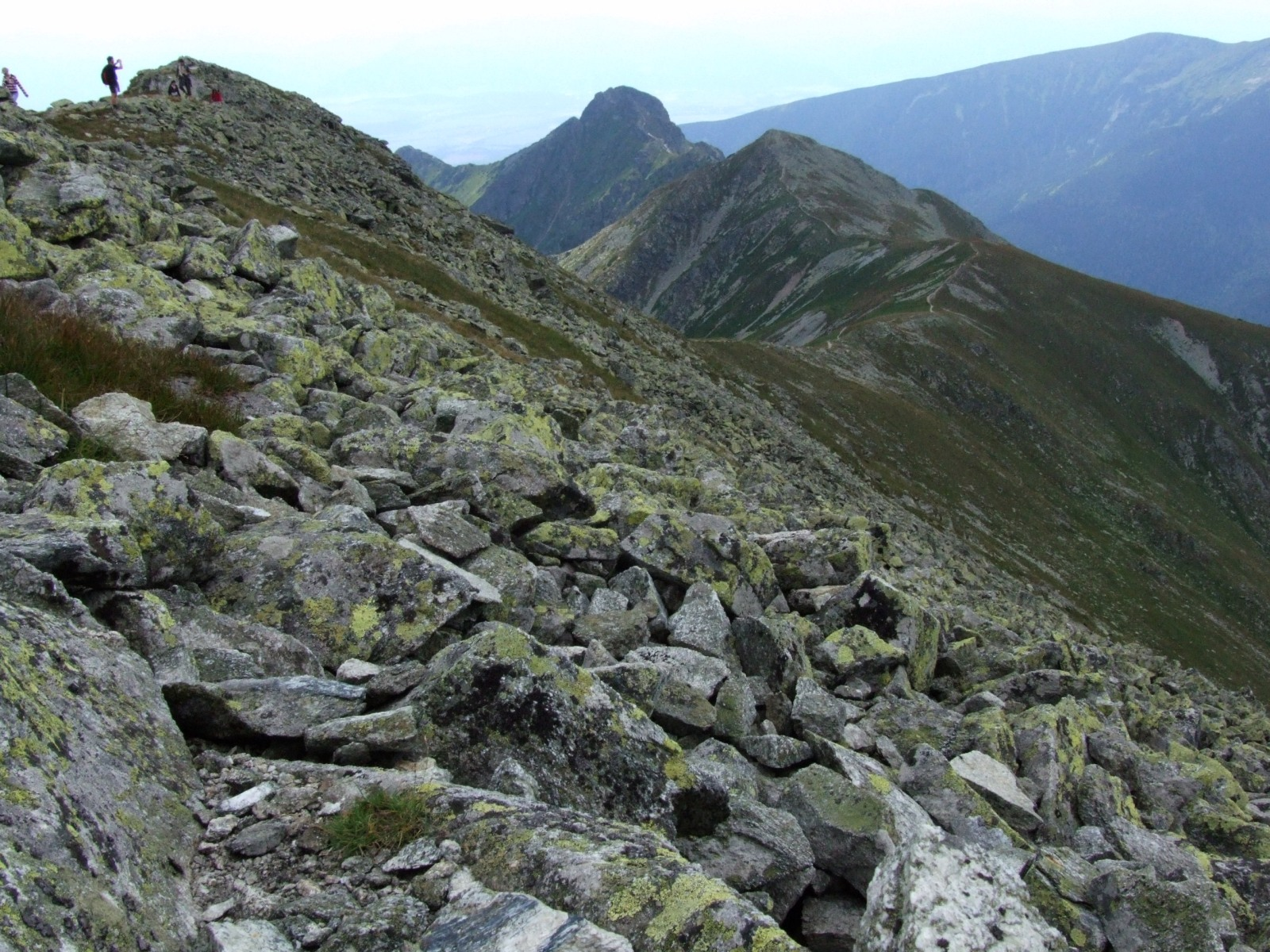
Otrhance